# Dmitrij Trofimovič Šepilov
Dmitrij Trofimovič Šepilov (in russo Дмитрий Трофимович Шепилов?; Aşgabat, 5 novembre 1905 – Mosca, 8 agosto 1995) è stato un politico sovietico, ministro degli Esteri dal 1956 al 1957.
Šepilov era considerato uno dei fedelissimi di Nikita Chruščёv e fu parte attiva nella politica di apertura verso Occidente da questi praticata.
Fu destituito ed escluso da Politburo il 29 luglio 1957 in seguito ad un tentativo di colpo di Stato contro Chruščёv. Suo successore come ministro degli Esteri divenne il suo vice, Andrej Gromyko.